# Sennori
Sennori (sardisk: Sènnaru, Sènnari) er en by og en kommune (comune) i provinsen Sassari i regionen Sardinien i Italien. Byen ligger i 277 meters højde og har 7.281 indbyggere (2016). Kommunen har et areal på 31,34 km² og grænser til kommunerne Osilo, Sassari, Sorso og Tergu.